# Конус (топологія)

Конус окружності. Початковий простір виділено синім кольором, стягнута кінцева точка виділена зеленим кольором.

Конус в топології — топологічний простір, що одержується з вихідного простору {\displaystyle X} стягненням підпростору {\displaystyle X\times \{0\}} його циліндра ({\displaystyle X\times [0,1]}) в одну точку, тобто, фактор-простір {\displaystyle (X\times [0,1])/(X\times \{0\})}. Конус над простором {\displaystyle X} позначається {\displaystyle \mathrm {C} X}.
Якщо {\displaystyle X} - компактна підмножина евклідового простору, то конус над {\displaystyle X} є гомеоморфним об'єднанню відрізків з {\displaystyle X} у деяку точку простору, тобто, означення топологічного конуса узгоджується з означенням геометричного конуса. Однак топологічний конус є більш загальною конструкцією.

## Приклади
- Конус над точкою {\displaystyle p} дійсної прямої — інтервал {\displaystyle \{p\}\times [0,1]}.
- Конус над інтервалом дійсної прямої — трикутник (2 -симплекс).
- Конус над многокутником {\displaystyle P} — піраміда з основою {\displaystyle P}.
- Конус над кругом — класичний конус (заповнений всередині).
- Конус над колом — бокова поверхня конуса над кругом:

{\displaystyle \{(x,y,z)\in \mathbb {R} ^{3}\mid x^{2}+y^{2}=z^{2}\wedge 0\leqslant z\leqslant 1\}},
що є гомеоморфною кругу.
- У загальному випадку конус над гіперсферою є гомеоморфним замкнутій {\displaystyle (n+1)}-вимірній кулі.
- Конус над {\displaystyle n}-симплексом є {\displaystyle (n+1)}-симплексом.

## Властивості
- Конус {\displaystyle \mathrm {C} X} може бути сконструйований як циліндр постійного відображення {\displaystyle X\to \{0\}}.
- Всі конуси є лінійно зв'язними, оскільки будь-яку точку можна з'єднати з вершиною. Більш того, будь-який конус є стягуваним до вершини за допомогою гомотопії, що задається формулою {\displaystyle h_{t}(x,s)=(x,(1-t)s)}.
- Якщо {\displaystyle X} є компактним і гаусдорфовим, то конус {\displaystyle \mathrm {C} X} можна подати як простір відрізків, що з'єднують кожну точку {\displaystyle X} з єдиною точкою; якщо {\displaystyle X} не є компактним або гаусдорфовим, то це не так, оскільки в загальному випадку топологія на фактор-просторі {\displaystyle \mathrm {C} X} буде сильнішою, ніж на множині відрізків, що з'єднують {\displaystyle X} з точкою.
- В алгебричній топології конуси широко застосовуються завдяки тому, що за їм допомогою простір вкладається в стягуваний простір; в зв'язку з цим також важливим є наступний результат: простір {\displaystyle X} є стягуваним тоді і тільки тоді, коли він є ретрактом свого конуса.

## Конічний функтор
Відображення {\displaystyle X\mapsto \mathrm {C} X} породжує конічний функтор {\displaystyle \mathrm {C} :\mathbf {Top} \to \mathbf {Top} } над категорією топологічних просторів {\displaystyle \mathbf {Top} }.

## Редукований конус
Наведений конус - конструкція над топологічними просторами із виділеною точкою {\displaystyle (X,x_{0})}:
{\displaystyle \mathrm {C} (X,x_{0})={\big (}X\times [0,1]{\big )}/{\big (}(X\times \left\{0\right\})\cup (\left\{x_{0}\right\}\times [0,1]){\big )}}.
Природне вкладення {\displaystyle x\mapsto (x,1)} дозволяє розглянути будь-який топологічний простір із виділеною точкою як замкнуту підмножина свого редукованого конуса.